# Emily Robins
Emily Iris Robins (21 de maio de 1989) é uma atriz e cantora, guitarrista de rock. É filha de Danny Robins e Mrs Robins Neozelandesa que ficou conhecida por atuar na telenovela australiana Shortland Street interpretando a personagem Claire Solomon, e na série de televisão The Elephant Princess (Alexandra, a princesa do rock) interpretando Alexandra Wilson. No Brasil essa série foi exibida na Nickeloden de segunda a sexta à 1:00 da manhã. Ela nasceu na Nova Zelândia e cresceu em Orewa. Estava envolvida com o Centro de Estagio (an Orewa Theatre company).
Ela ganhou seu lugar no Shortland Street por uma audição em alta escola, ganhando a parte de Claire. Ela deixou o show, quando seu personagem foi encontrado morto em uma lixeira, por TK Samuels (Benjamin Mitchell) e Mark Weston (Tim Foley).
Ela apareceu em uma performance de palco de Arthur Miller The Crucible, em Auckland, Nova Zelândia, onde ela interpretava a personagem de Susana.
Mais recentemente, ela foi escalada para interpretar o papel de Alexandra Wilson (protagonista) no programa de televisão australiano para crianças The Elephant Princess. The Elephant Princess teve o seu nome mudado recentemente para The Princess Rock (Alexandra, a Princesa do Rock) apenas no Reino Unido.

## Filmografia
| Filmografia                  | Personagem       | Ano                           |
| ---------------------------- | ---------------- | ----------------------------- |
| Shortland Street             | Claire           | 2004 - 2007                   |
| Auckland                     | Susan a          | 2007 - 2007                   |
| Alexandra a Princesa do rock | Alexandra Wilson | 2008 - (Pausa de 2 anos) 2011 |
| SLiDE                        | Scarlett Carlyle | 2011                          |